# Deh Rawod (huyện)
Dihrawud là một huyện thuộc tỉnh Oruzgan, Afghanistan. Dân số thời điểm năm 1999 là 51,578 người.